# Laški govor
Laški govor (laško podnarečje) je posebna oblika narečja znotraj štajerske narečne skupine slovenskega jezika. Obravnava se kot podnarečje posavskega narečja, vendar za razliko od zasavskega in sevniško-krškega govora vsebuje močno štajersko obarvane posebnosti. Območje laškega podnarečja se razprostira na širšem področju Laškega in Rimskih Toplic ter vzhodno od Zidanega Mosta skoraj do Jurkloštra. 